# بنيامين إز
بنيامين إز (بالإيطالية: Benjamin Eze)‏ مواليد 8 فبراير 1981 في لاغوس، هو لاعب كرة سلة إيطالي. بدأ مسيرته الاحترافية في سنة 1998. يبلغ طوله 6 قدم 10 بوصة (2.1 م). اعتزل اللعب في 2014.

## المسيرة الاحترافية
لعب مع فيولا ريدجو كالابريا في الدوري الإيطالي من سنة 2001 إلى 2004، ثم لعب مع منز سانا 1871 باسكت من سنة 2004 إلى 2010، ثم لعب مع خيمكي في الدوري الروسي في موسم 2010–2011، ثم لعب مع أولمبيا ميلانو في الدوري الإيطالي في موسم 2011–2012، ثم لعب مع منز سانا 1871 باسكت في موسم 2012–2013، ثم لعب مع دينامو باسكت ساساري في الدوري الإيطالي في سنة 2014.

## روابط خارجية
- بنيامين إز على موقع الاتحاد الدولي لكرة السلة (الإنجليزية)
- بنيامين إز على موقع الدوري الأوروبي لكرة السلة (الإنجليزية)
- بنيامين إز على موقع كرة السلة الأوروبية.كوم (الإنجليزية)
- بنيامين إز على موقع ريلجم (الإنجليزية)
- بنيامين إز على موقع بروبوليرز (الإنجليزية)
- بنيامين إز على موقع سبورتس رفرنس (الإنجليزية)